# Retábulo

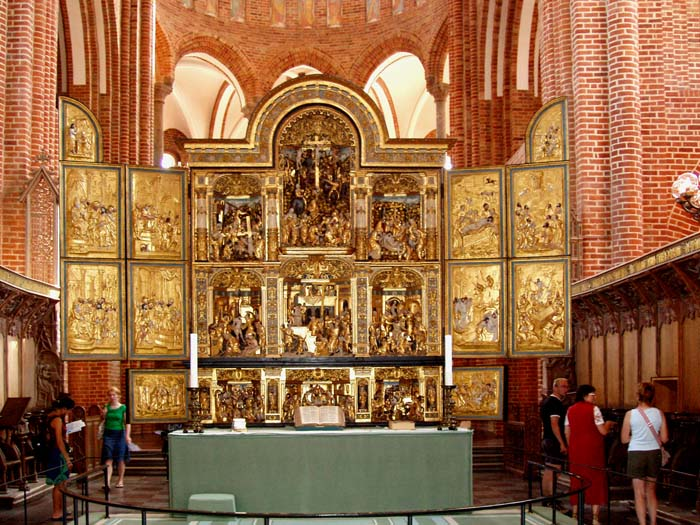
Retábulo na catedral de Roskilde, Dinamarca.

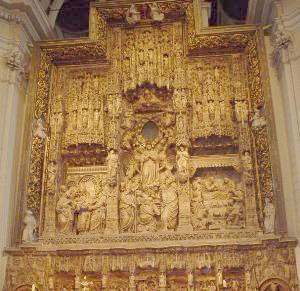
O retábulo de El Pilar de Zaragoza, Aragão, Espanha, por Damián Forment é um exemplo de retábulo em pedra.

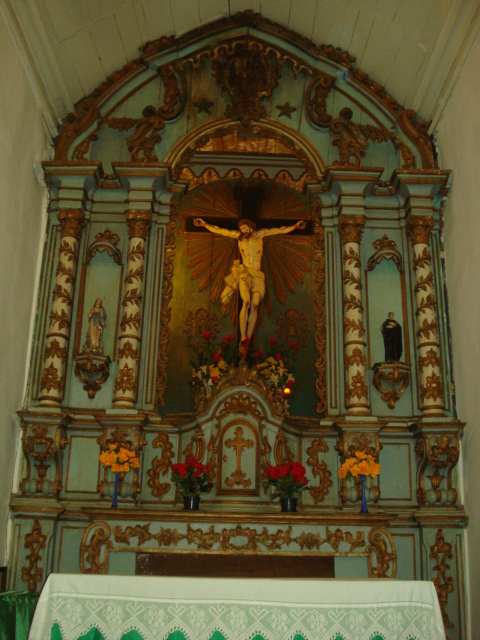
Retábulo da Igreja de Nosso Senhor do Bonfim em Pirenópolis, construído em 1750.

Retábulo (do espanhol retablo) é uma estrutura de madeira, mármore ou de outro material, com lavores, que fica por trás ou acima do altar e que, normalmente, encerra um ou mais painéis pintados ou em relevo.
As três fotografias contidas nesta página representam dois dos estilos de retábulos mais difundidos pela Europa, sendo que retábulos em pedra são menos comuns ao norte do continente. Tanto Espanha como Portugal possuem uma rica variedade de retábulos e excelentes exemplos de obras deste tipo em pedra.
No Brasil a existência de retábulos não deixa de ser ampla, especialmente no período colonial, destacando-se a mão de Aleijadinho, em Minas Gerais, com a construção do Retábulo da Serra Negra, contendo imagens caracteristicamente singulares, como aquela de São Sebastião.
Além de sua riqueza visual e de sua complexidade apresentada em sua confecção material, os retábulos geralmente também comportam múltiplas mensagens e significados nem sempre aparentes logo à primeira vista; por exemplo, no retábulo dos apóstolos de Friedrich Herlin, o artista que ilustrou a circuncisão de Jesus.
Em culturas bem diversas ao cristianismo europeu, como muitas encontradas na Ásia (e.g. budismo, hinduísmo, xintoísmo etc.), também surgiram em diferentes épocas várias expressões artístico-religiosas manifestando-se mais ou menos dentro dos mesmos padrões. Similarmente, eram formados de partes e/ou painéis detalhados com ricos adereços e detalhes visuais, sempre com o objetivo de ajudar os devotos a alcançar comunhão com um estado espiritual elevado e não mundano.

## Arte retabulística em Portugal
O ambiente político em Portugal não era favorável para um surto artístico, por coincidir com o fim da União Ibérica e com os anos de guerra de Portugal Restaurado, mas mesmo assim o retábulo conseguiu destaque. A arte retabulística no país ibérico surgiu entre os anos de 1619 e 1668, datas significativas, que marcaram o início e o fim do Retábulo Proto-barroco. Apesar das adversidades do período a arte conseguiu se destacar e se alinhar ao Barroco internacional.
O retábulo Proto-barroco foi uma resposta às inovações vindas da Roma Barroca. Neste período surgiu a tendência de criar ambientes com um interior onde predomina as modalidades artísticas (a retabulística, a talha, os mármores com embutidos, a pintura decorativa, a pintura figurativa, o azulejo, etc), como um meio de conquistar e envolver os fiéis.
O retábulo era utilizado em ambientes religiosos, por isso sua encomenda correspondia às necessidades espirituais de uma comunidade. O período que acabavam de passar era o da Contra-Reforma, a sociedade portuguesa seiscentista estava vivendo os fenômenos religiosos intensamente. Dentre os quatro grupos que encomendavam o objeto estava:  o clero regular, o clero secular, a sociedade civil e os privados, estes últimos independentemente de pertencerem ao clero ou à sociedade civil. Quatro grupos ou entidades eram responsáveis pela encomenda, o clero regular e particularmente a Companhia de Jesus e os Dominicanos ou Pregadores.
Sua produção era feita em oito centros nacionais, que até então eram existentes: Minho, Trás-osMontes, Beira, Estremadura, Alentejo, Algarve, Madeira e Açores. No entanto evidenciam-se pela quantidade e pelo dinamismo a Estremadura e o Minho, a primeira centralizada na capitalidade de Lisboa, a segunda pulverizada pela diversidade e fulgor das oficinas sediadas em Braga, Porto, Guimarães, Barcelos e Famalicão. Finalmente, de entre as oitenta oficinas identificadas, refere-se somente a identidade de quinze, as que têm obra remanescente ou atribuída.

### Uso e funções
Os retábulos atendiam às necessidades religiosas da sociedade daquela época. Eles surgiram como uma resposta concreta a aspectos fundamentais dessa experiência sagrada. Dependendo de onde era colocado e do responsável pela encomenda ele obtinha uma função.

#### Clero regular
Nos conventos ou mosteiros a igreja conventual era o lugar mais importante. A sociedade civil poderia entrar nesses locais em determinados momentos, de acordo com a permissão das confrarias ou irmandades e instituidores privados. Esses grupos poderiam administrar as capelas laterais das igrejas conventuais. Nos conventos de clausura havia uma diferenciação entre a igreja de dentro e a igreja de fora, esta última restrita à comunidade. Na igreja conventual o retábulo da capela-mor desempenhava o papel cimeiro e por isso tinha as maiores dimensões. No restante do templo poderia haver mais retábulos, de acordo com as necessidades e disponibilidades do local. O seu número poderia variar entre dois a duas dezenas. Havia ainda retábulos nas capelas ou em altares localizados no claustro, nos coros (alto e baixo), na sacristia, na capela doméstica ou privada. Às vezes também poderiam estar presentes em capelas situadas fora do convento, mas no interior da cerca conventual.

#### Clero secular
Nas catedrais a capela-mor era o local mais importante e estava exclusivamente a cargo da Mitra e do Cabido. O retábulo-mor era um exemplar de grandes de dimensões e da responsabilidade dos mais credenciados profissionais. As outras capelas, sendo elas de cabeceira, de transepto ou das naves, eram administradas por confrarias, ou irmandades, ou até por instituidores privados. O retábulo da sacristia principal estava também sob a responsabilidade da Mitra e do Cabido. Nas igrejas matrizes ou paroquiais a situação era idêntica à das catedrais, exceto pelo facto de que o retábulo da capela-mor era custeado por várias entidades (a Mitra, o Cabido, o Comendador e a população da freguesia). E por isso era administrado pela Comissão Fabriqueira, cujo responsável máximo era o Prior ou Pároco.

#### Sociedade civil
As confrarias ou irmandades, às vezes eram designadas por congregações, e as ordens terceiras podiam estar sediadas em vários locais. Podiam estar presentes em capelas localizadas em igrejas conventuais, em sés, em igrejas matrizes ou paroquiais, ou ainda em templos próprios. Estes, que tinham grande notoriedade artística, por exemplo, as igrejas da Santa Casa da Misericórdia, da Ordem Terceira de Nossa Senhora do Monte do Carmo ou de São Francisco. Normalmente tinham um retábulo, raramente dois, podendo no caso administrarem um templo próprio e possuir vários retábulos.

#### Privado
Os privados podiam instituir capelas em vários locais, sendo obrigatoriamente dotadas de um retábulo. Era possível localizarem-se em igrejas conventuais, em sés, em igrejas matrizes ou paroquiais, em templos administrados por confrarias e ordens terceiras. Também poderiam estar presentes em templos exclusivamente destinados a receber restos mortais, ou ainda em capelas privativas existentes no interior das suas habitações. Em relação aos usos ou funções dos retábulos deste período, apesar de em alguns casos coexistirem mais de uma função em um mesmo retábulo, é possível distinguir quatro situações diferentes. As três primeiras surgem na sequência da implementação das normas da Contra-Reforma, a quarta resulta da manutenção tardia de tendências anteriores ao Concílio de Trento. A partir desse momento, originaram-se os retábulos eucarísticos, retábulos devocionais a Cristo, à Virgem e aos santos, retábulos relicários e retábulos didácticos ou narrativos.

### Tipos de retábulos

#### Retábulos eucarísticos
Foram os mais relevantes e inovadores influenciando muitas vezes os outros tipos de retábulos. Esta influência foi determinante não só neste período, mas também nas épocas seguintes. Os retábulos eucarísticos existiam obrigatoriamente nas igrejas conventuais, nas sés, nas igrejas matrizes ou paroquiais e nos templos das confrarias e ordens terceiras mais relevantes no panorama religioso de uma localidade. Em sua maioria ocupavam as capelas-mores desses templos e em alguns casos uma capela da cabeceira ou da nave, então dedicada ao Santíssimo Sacramento. Como equipamentos fundamentais destes retábulos referem-se os sacrários, normalmente de dimensões monumentais, as tribunas, os camarins e os tronos piramidais em degraus destinando-se estes elementos ao culto solene do Santíssimo Sacramento.

#### Retábulos devocionais a Cristo, à Virgem e aos santos
Esse tipo foi o mais numeroso numerosos, pois podiam existir vários exemplares no mesmo templo. Ocasionalmente, podiam ocupar a capela-mor, mas era mais frequente localizarem-se nas capelas laterais e ou em outra capelas e altares. As devoções distribuíam-se entre temas cristíferos, marianos e hagiográficos, podendo coexistir mais de uma devoção no mesmo retábulo, entretanto somente uma era o orago. Como equipamentos fundamentais referem-se o nicho central ou às vezes uma tribuna no caso dos retábulos com uma só devoção. Quando havia mais de uma devoção, registra-se a presença de dois nichos mais pequenos, localizados nos tramos laterais, onde se colocavam as representações escultóricas das devoções em questão.

#### Retábulos relicários
Apesar de desempenharam um papel muito importante, foram relativamente pouco frequentes. Eles estavam associados a grupos ou entidades de elevado estatuto sociocultural. Podiam existir em capelas-mores, como em outras capelas ou altares, inclusive em sacristias ou em capelas restritas a uma comunidade. Como equipamentos fundamentais anotam-se os vários lóculos ou nichos no interior dos quais eram colocados os relicários. Estes últimos podiam ter a forma de bustos masculinos ou femininos, antebraços, pés, ostensórios, etc. Era muito comum estarem cobertos ou tapados, ficando acessíveis aos fiéis somente em dias festivos.

#### Retábulos didácticos ou narrativos
Eram os exemplares mais conservadores, pois surgiam como a manutenção tardia de princípios religiosos anteriores ao Concílio de Trento e que tendiam a desaparecer. Podiam localizar-se em diferentes locais, desde a capela-mor à mais simples capela ou altar. Como equipamentos fundamentais indicam-se a multiplicidade de espaços destinados à exposição predominantemente pictórica de ciclos religiosos, que tinham como objetivo prioritário servir de ensinamento aos fiéis. Por isso, os retábulos tinham mais do que um corpo e vários tramos.

### Técnicas e materiais
Para fazer um retábulo são utilizadas várias técnicas e diferentes materiais. Existem três aspectos fundamentais de sua fabricação: a criação do projeto, a execução do retábulo e outras atividades, como o douramento, a pintura e o polimento.

#### Criação do projeto
Essa etapa exigia um conhecimento artístico especializado e poderia ser feito apenas por profissionais, como pedreiros, arquitetos, pintores ou entalhadores. Fazia-se o desenho do projeto em folha de papel com tinta preta. Às vezes utilizavam outras cores, como o amarelo. No caso dos retábulos de mármore havia duas soluções distintas. A mais frequente era acompanhar a listagem das cores das pedras a utilizar. Outra opção, restrita a obras de maior importância, as cores já vinham pintadas no desenho.

#### Execução do retábulo
Após a aprovação do projeto, procurava-se uma oficina para executar o entalhe. Normalmente marcava-se uma data e um local para arrematar as propostas. No dia combinado, ganhava a obra o mestre que fizesse o preço mais baixo para produzi-lo. Era feito um contrato com várias cláusulas, combinava-se o preço, a forma de pagamento, o prazo de execução, as medidas que seriam tomadas caso não se cumprisse as normas, entre outras burocracias. Caso o mestre não seguisse o combinado as autoridades judiciais intervinham e colocavam o indivíduo na cadeia.
A maioria dos retábulos eram feitos de madeira entalhada, por conta da maior quantidade de mão de obra especializada para fazê-los e por causa do menor preço. Eles eram de responsabilidade dos técnicos especializados, vulgarmente denominados entalhadores, podendo ser chamados também de marceneiros ou escultores.
Várias especialidades técnicas eram usadas, desde o entalhe até o encaixe de diferentes componentes. Os retábulos com detalhes com elementos figurativos (anjinhos, meninos, querubins, serafins e figuras de alto relevo) exigiam mais habilidade.
As madeiras mais utilizadas eram a bordo e a castanho, em sua maioria nacionais. Além de comporem os retábulos juntamente com outros materiais, como mármore, azulejos, pinturas ornamentais e figurativas. Um material alternativo para sua fabricação era a pedraria.

#### Douramento
Essa etapa de dourar o retábulo, era de responsabilidade dos pintores, que também eram responsáveis pelas pinturas figurativas. Mas, esse tipo de pintura só podia ser feita pelos credenciados e que sabiam realizar as pinturas de cavalete.
É válido ressaltar o papel dos batefolhas, que produziam as folhas de ouro que cobririam os retábulos. Elas eram feitas com um determinado número de quilates que seria utilizado pelos pintores no douramento.
Depois de pronto a peça passava por uma vistoria dos Juízes de ofício, se aprovado terminava-se com a quitação do retábulo.

### Interação com as artes
Os retábulos foram objetos fundamentais para fins espirituais. Estavam associados às mesas dos altares, onde os responsáveis religiosos celebravam o culto. A partir das primeiras décadas do século XVII, assiste-se em Portugal a alterações significativas na liturgia cristã (a solenização do culto ao Santíssimo Sacramento e às relíquias, a individualização e a consequente valorização do culto a Cristo, à Virgem e aos santos, a procura de um envolvimento comprometedor dos fiéis, etc.). Além disso, repara-se o surgimento de uma tendência de uma concepcção globalizante sobre os espaços onde eram realizados os cultos.
Deste modo, os retábulos passam não apenas corresponder com maior eficácia aos novos pressupostos religiosos, como também a ser complementados por outras modalidades artísticas. Essa nova forma artística que se começa apresentar envolve ainda mais os fiéis. As inovações ocorridas nos retábulos foram complementadas por diversas modalidades artísticas: os mármores policromos, às vezes, com embutidos, o azulejo, a pintura figurativa, a pintura ornamental com brutescos e a talha dourada.
Estava pois criado o ambiente propício que se desenvolverá nos anos 60 do século XVII e que Luís de Moura Sobral tão bem caracteriza sob a fórmula de bel composto. Também denominado, como inter-relação íntimas entre as diversas artes e manifestações de culto e de festa.